# Ernesto Alonso
Ernesto Ramírez Alonso (Aguascalientes, 28. veljače 1917. – Ciudad de México, 7. kolovoza 2007.) je bio meksički redatelj, glumac, kinematograf i producent. Najpoznatiji je po svom radu na mnogim telenovelama te je zato dobio nadimak Gospodin Telenovela (španjolski El Señor Telenovela).

## Telenovele
Telenovele na kojima je Alonso radio kao redatelj ili producent:
- Murallas blancas
- La mujer dorada
- La casa del odio
- Espejo de sombras
- El otro
- Dos caras tiene el destino